# Haya Harareet
Haya Harareet (Hebreu: חיה הררית; Haifa, 20 de setembro de 1931 – Buckinghamshire, 3 de fevereiro de 2021), algumas vezes creditada como Haya Hararit, foi uma atriz israelense mais conhecida por seu papel de Esther no filme Ben-Hur de 1959.

## Biografia
Harareet nasceu na cidade de Haifa no então Mandato Britânico da Palestina, atual Israel. Ela se destacou pela primeira vez a vencer um concurso de beleza. Seu primeiro papel no cinema foi em 1955 no filme israelense Giv'a 24 Eina Ona, interpretando Miriam Mizrahi. Dois anos depois ela apareceu no filme italiano La Donna del Giorno como Anna Grimaldi. Seu grande papel veio em 1959 com Ben-Hur, em que interpretou a personagem Esther.
Na década de 1960 ela apareceu nos filmes The Secret Partner como Nikki Brent, L'Atlantide como rainha Antinea, The Interns como dra. Madolyn Bruckner, La Leggenda di Fra Diavolo como Fiamma e L'Ultima Carica como Claudia, que foi seu último papel no cinema. Ela também coescreveu o filme Our Mother's House de 1967. Ela foi casada com o diretor britânico Jack Clayton até a morte dele em 1995.
Morreu em 3 de fevereiro de 2021, aos 89 anos de idade, em Buckinghamshire.